# Cardigan (Royaume-Uni)
Pour les articles homonymes, voir Cardigan (homonymie).
Cardigan (en anglais) ou Aberteifi (en gallois) est une ville du Ceredigion, au pays de Galles.

## Toponymie
Le nom gallois Aberteifi signifie « embouchure de la Teifi », du gallois aber (embouchure) et du nom de la rivière. Le nom Teifi est attesté dès le vieux gallois sous la forme Tebi, et semble apparenté à d'autres noms de rivières telles que la Taf, la Tamise ou la Tawe (en).
Le nom anglais Cardigan est une anglicisation basée sur la prononciation de Ceredigion.

## Histoire
Le premier château normand d’Aberteifi est construit en 1093 par Roger II de Montgomery. Il subit de nombreuses destructions au cours du siècle suivant et change plusieurs fois de mains. En 1176, après sa reconstruction par Rhys ap Gruffudd le château accueille la première eisteddfod connue. Le château est de nouveau détruit durant la première révolution anglaise.
La ville connaît un développement notable après la conquête de Llywelyn ap Gruffudd, dernier prince gallois, en 1282. Son port, situé sur l’estuaire navigable de la Teifi, attire particulièrement les commerçants irlandais. Ce n’est cependant qu’à l’époque des maisons Tudor et Stuart que le commerce maritime se développe significativement.
Au début de la période victorienne, Aberteifi devient un centre important de construction navale. En 1835, la ville compte 275 navires enregistrés, employant 1 030 hommes. Malgré ce dynamisme, le commerce décline par la suite et la ville perd progressivement son rôle de port d’envergure, autrefois surnommé « la Porte du pays de Galles ».
Une part importante de la population parle le gallois. Selon le recensement de 2001, la ville compte 4 203 habitants, dont 59,5 % sont locuteurs du gallois.

## Littérature
En 1176, dans le château fut disputée la première Eisteddfod nationale.